# المر ۲۴۹۳
سیارک ۲۴۹۳ (به انگلیسی: 2493 Elmer، نامگذاری:1978XC) دو هزار و چهارصد و نود و سومین سیارک کشف شده‌است که در ۱ دسامبر ۱۹۷۸ کشف شد.
قدر مطلق سیارک برابر ۱۲٫۵۰ است.